# 近衛甯子

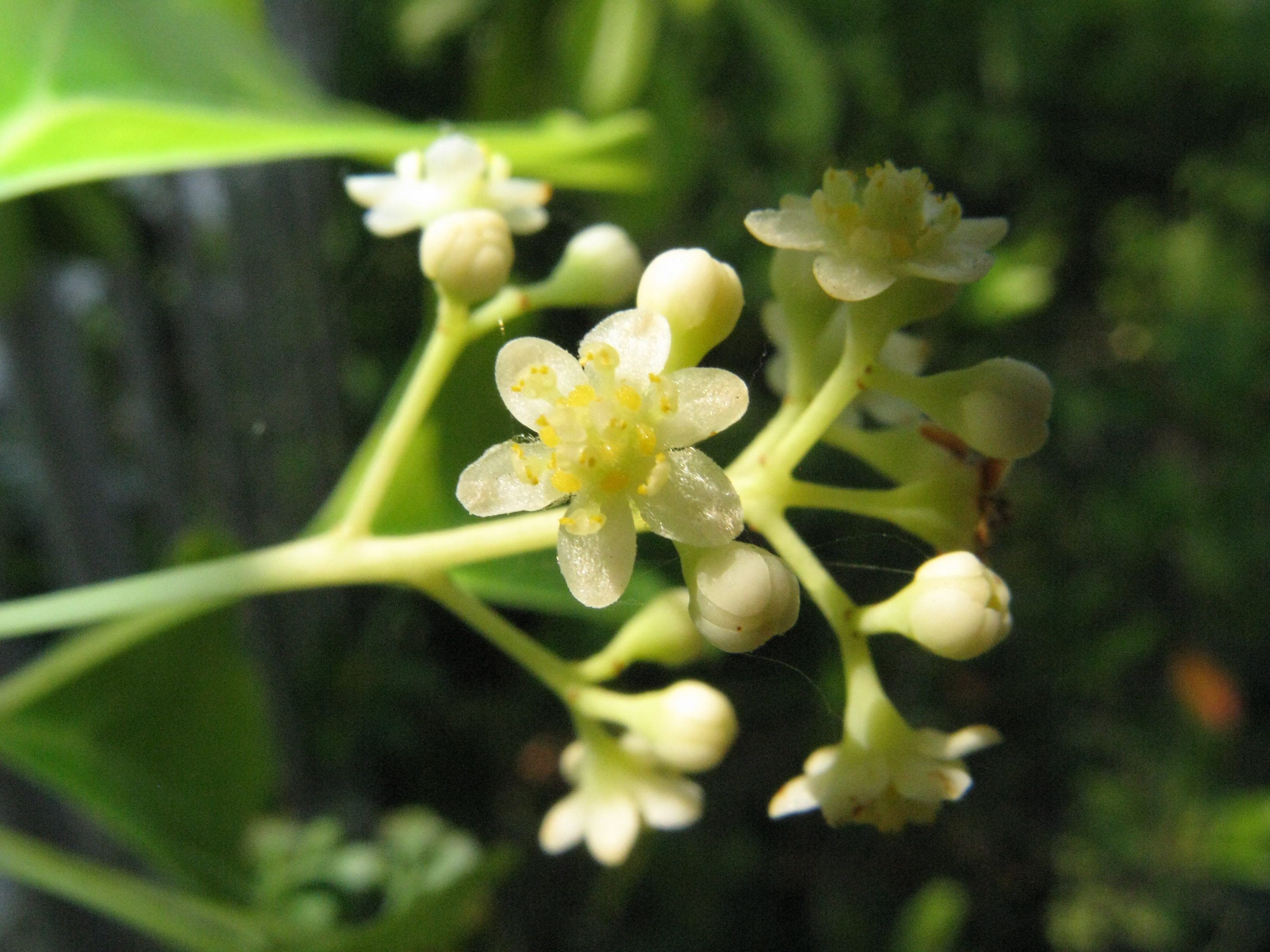
徽印所使用的「楠」

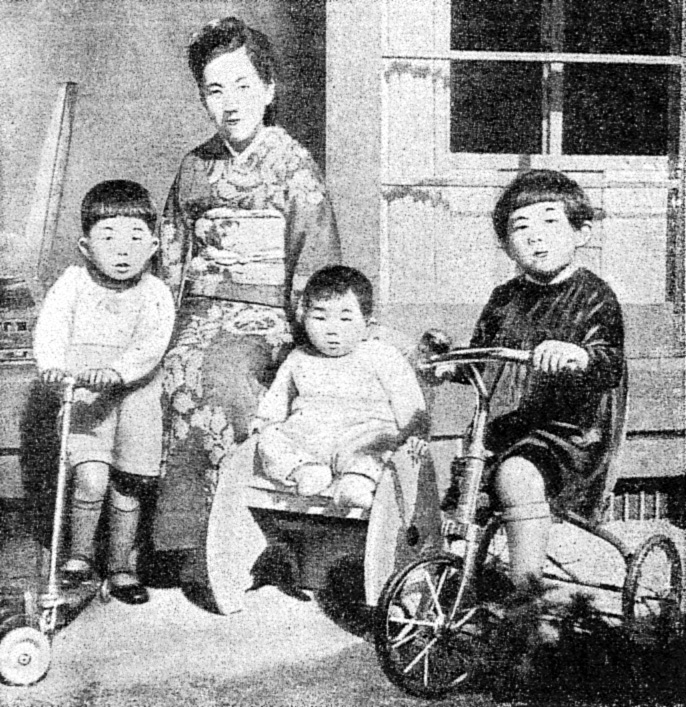
1970年左右，百合子妃與甯子内親王、寬仁親王、宜仁親王

近衛甯子（このえ やすこ）（1944年4月26日—），前日本皇室成員，為三笠宮崇仁親王與親王妃百合子的長女。婚前為甯子内親王。日本紅十字會社長近衛忠煇之妻。以楠為徽印。勳等為勲一等寶冠章。擁有學習院大學文學士學位。

## 簡歴
1944年生於靜岡縣沼津市的沼津御用邸，為三笠宮崇仁親王與親王妃百合子的長女，曾就讀於聖心女子學院幼稚園（已廢園）、學習院初等科、學習院女子中等科、高等科，大學時進入學習院大學就讀文學院英國文學系。
1966年12月18日，於在學時與當時日本紅十字會職員（現為社長）的近衛忠煇（細川護煇）結婚而脫離皇籍成為平民。結婚時依皇室經濟法由國家支付2743萬5000日圓，隨後自學習院大學畢業。
甯子曾擔任日本紅十字會的名譽副總裁，以及1998年長野冬季奧林匹克運動會選手村名譽村長職務。亦曾任學習院女子中、高等科同學會「常磐會」的會長，現交由竹田恭子（竹田恒正妻）擔任。
弟弟寬仁親王的親王妃信子為前内閣總理大臣麻生太郎之妹，而丈夫的兄長細川護熙亦曾擔任内閣總理大臣。而妹妹千容子為裏千家宗家千宗室之妻、忠煇的姐妹千明子為表千家宗家千宗左 (14代)之妻。

## 系譜
| 甯子内親王 | 父： 崇仁親王（三笠宮） | 祖父： 大正天皇 |
| 甯子内親王 | 父： 崇仁親王（三笠宮） | 祖母： 貞明皇后 |
| 甯子内親王 | 母： 百合子             | 祖父： 高木正得 |
| 甯子内親王 | 母： 百合子             | 祖母： 高木邦子 |

## 外部連結
- 学習院における国際化と女子教育について　常磐会 （页面存档备份，存于） - 近衞甯子インタビュー、学習院タイムズ